# サウジアラビア緊急特別部隊
サウジアラビア緊急特別部隊（アラビア語: قوات الطوارئ السعودية Qūwāt aṭ-Ṭawāriʾ as-Suʿūdīyah クーワート・アッ＝タワーリ・アッ＝スウーディーヤ、英語: Saudi Emergency Force, SEF）は、サウジアラビア国家安全保障庁の対テロ特殊作戦部隊である。

## 概要
FBIの人質対応部隊やフランスの国家憲兵隊治安介入部隊などに類似する組織である。主に暴動の鎮圧やサウジアラビア警察部隊による麻薬密売人制圧の援助などを行う。
1979年のアル＝ハラム・モスク占拠事件の際、サウジアラビア国家警備隊が上手く機能しなかったことから、占拠事件以降緊急特別部隊の権限が強化された。1995年にリヤドで、1996年にアル・コバールでテロが起こると、緊急特別部隊は対テロ作戦に重点を置く方針へ変更した。現在、軍隊を再訓練し、より高度な技能と技術をもった精鋭によって構成されているサウジアラビア緊急特別部隊は、13の部隊がテロを未然に防ぐためサウジアラビア周辺に配置されている。